# Zespół Parkowo-Pałacowy Schöna
Park Schöna – zabytkowy park w stylu angielskim w Sosnowcu założony w 1885 roku, zaprojektowany w stylu neoromantycznym wokół zespołu pałaców: Schöna i Wilhelma, stojących przy ul. Chemicznej 12 - 16. 

## Historia
Park założony w 1884 roku przez braci Schönów jako otoczenie pałaców. Niegdyś rozległy, obecnie zajmuje obszar o wielkości 5,6 hektara. Ograniczony od strony południowej zabudowaniami fabrycznymi, od północnej – drogą szybkiego ruchu, na wschodzie przylega do ul. Chemicznej, a od strony zachodniej sąsiaduje z ogródkami działkowymi. Został ukształtowany w typie pretzelgarten, który charakteryzował się sinusoidalnym układem alei i przenikających się wnętrz parkowych. Jako część parku na jego skraju przy fabryce wybudowano neoromantyczne elementy architektoniczne: mury, ruiny i groty, a także domki dla służby. 
W 1901 roku powstał domek ogrodnika, a także szklarnie. Większość tych elementów parku, w tym XIX-wieczny układ alei, uległa zniszczeniu. Staw, który stanowił główny element założenia, zlikwidowano po 1945 roku.

## Park
Drzewostan Parku Schöna składa się z drzew należących do 41 gatunków, w tym 8 gatunków drzew iglastych. Jedenaście z nich posiada status pomników przyrody. 
Wśród drzewostanu znajdziemy: klon srebrzysty, topola czarna, dąb czerwony, dąb błotny, skrzydłorzech kaukaski, wiąz szypułkowy, klon pospolity, orzech czarny, świerk kłujący, platan klonolistny, tulipanowiec amerykański. Występuje tutaj 15 różnych gatunków krzewów, między innymi: morwa biała.

## Zabudowania

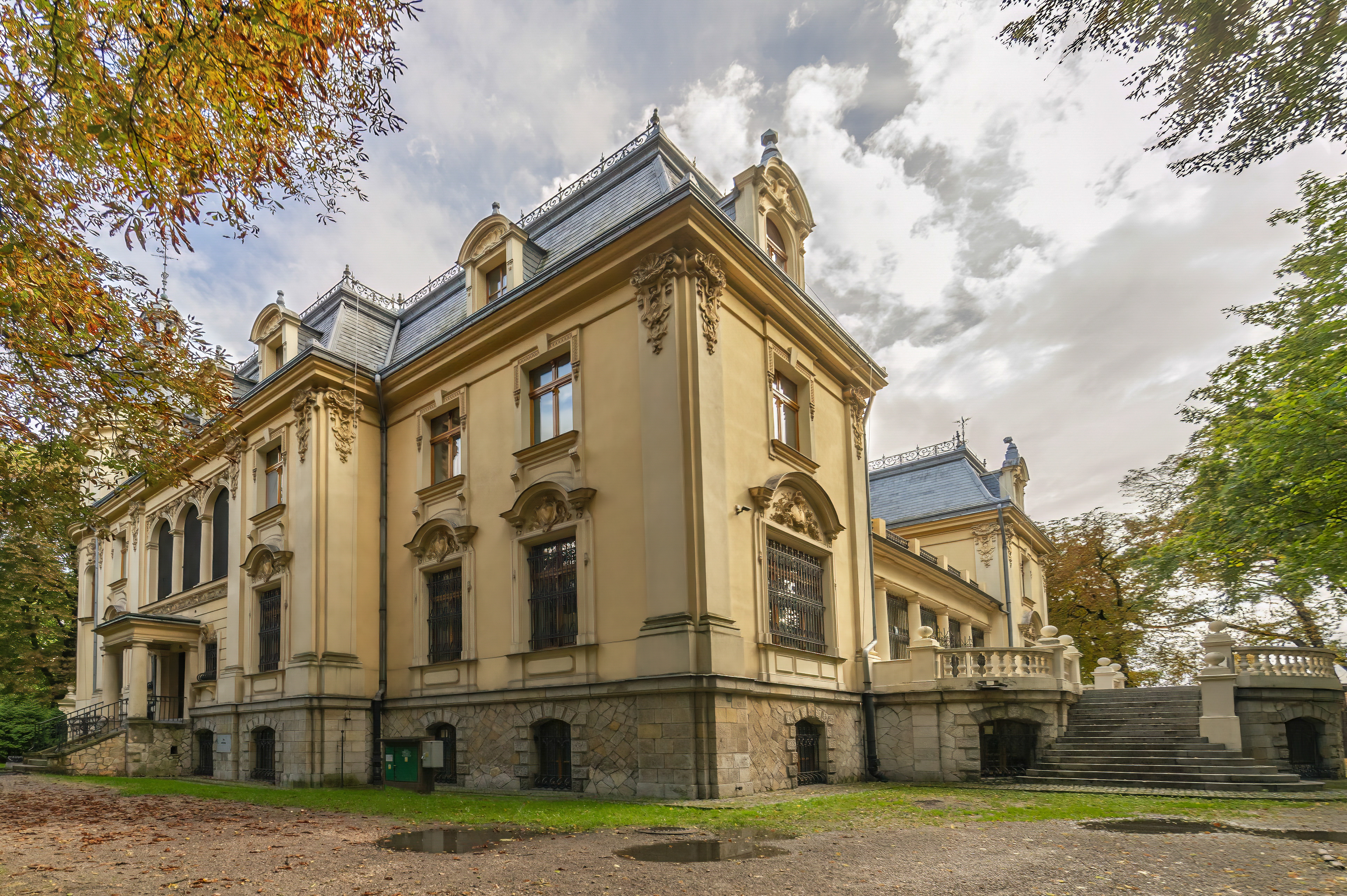

Pałac główny, pałac ojca -  aktualnie budynek pałacu jest siedzibą Urzędu Stanu Cywilnego w Sosnowcu tzw. Pałacu Ślubów. Natomiast w podziemiach istnieje restauracja;
Pałacu Wilhelma, pałac syna - piwnice zaadaptowano na pomieszczenia Towarzystwa Krzewienia Kultury Fizycznej Intertex: znajdują się tam salki treningowe ze stołami do gry w tenisa stołowego, mini-siłownia oraz pomieszczenia biurowe zarządcy; 
Dom ogrodnika;
Budynek gospodarczy;

## Infrastruktura
Historyczna zabudowa parku:
- grota,
- pawilon orientalny;

Na terenie parku znajdują się także dwa korty tenisowe.

## Galeria

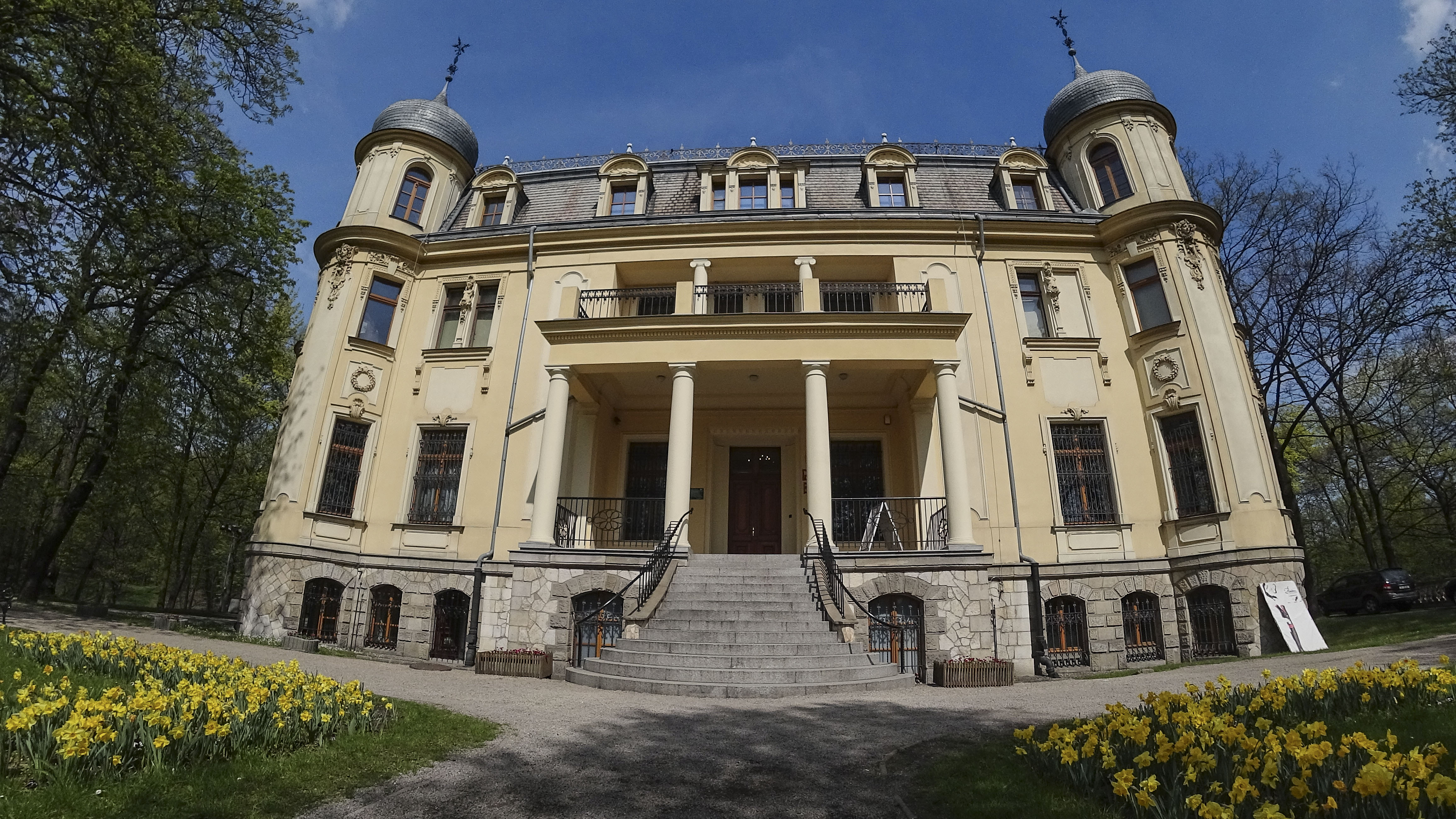
Pałac Schöna
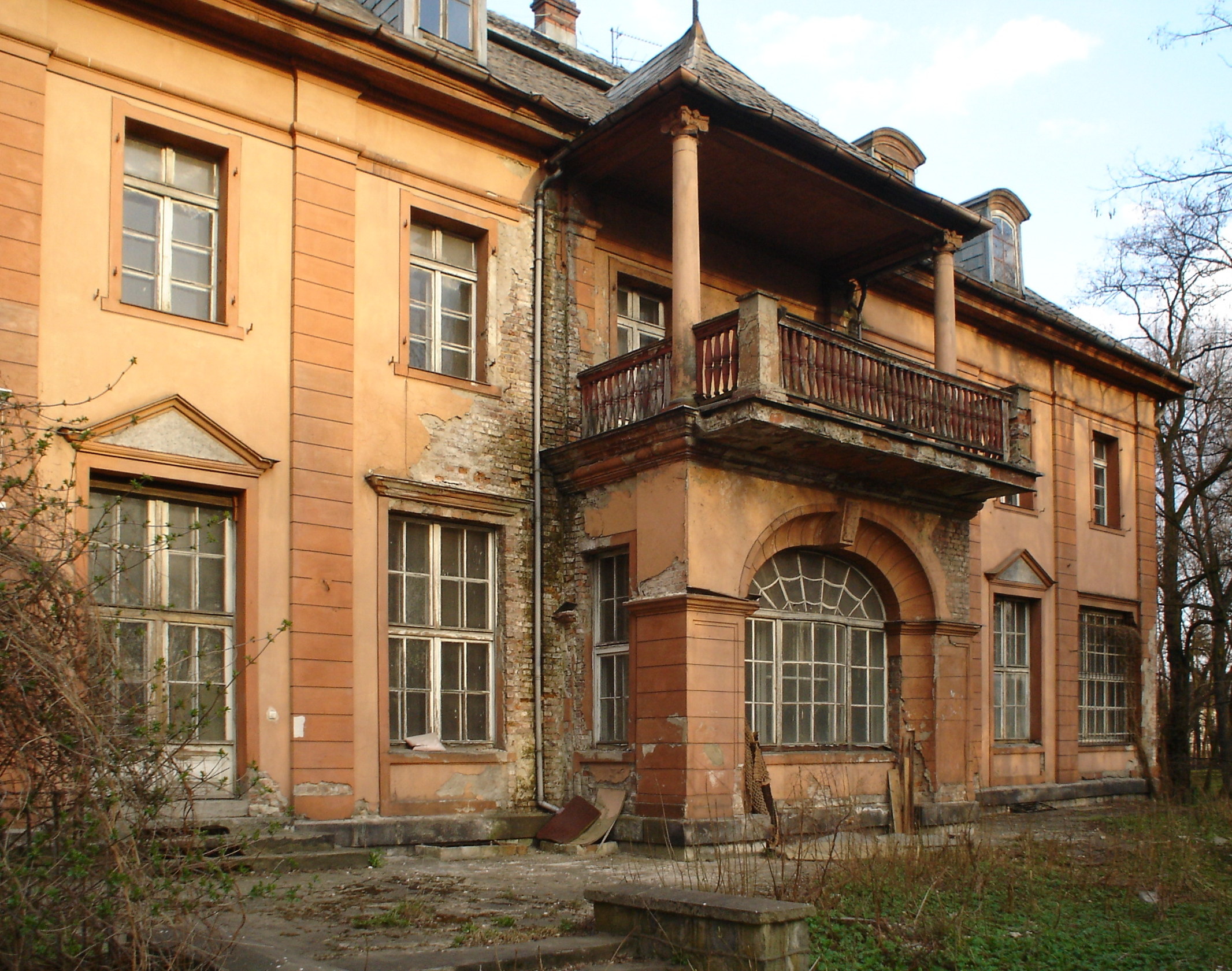
Pałac Wilhelma
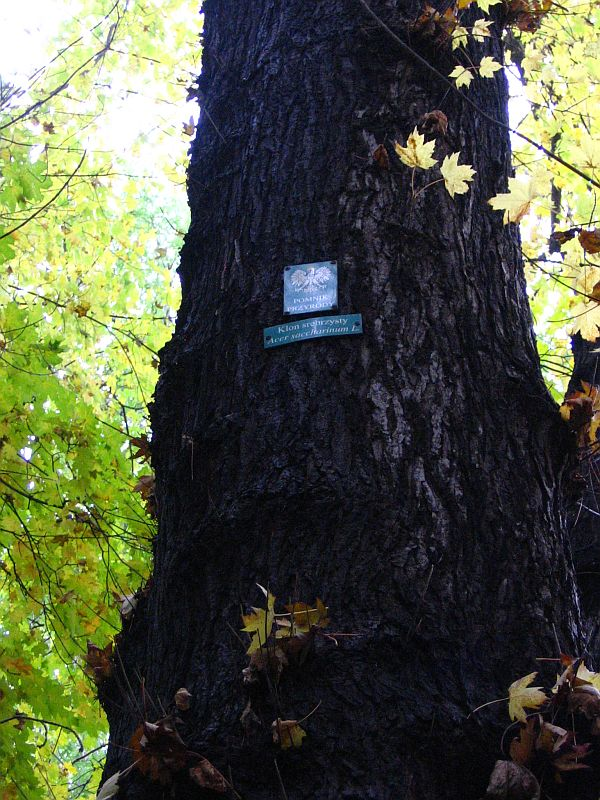
Pomnik przyrody
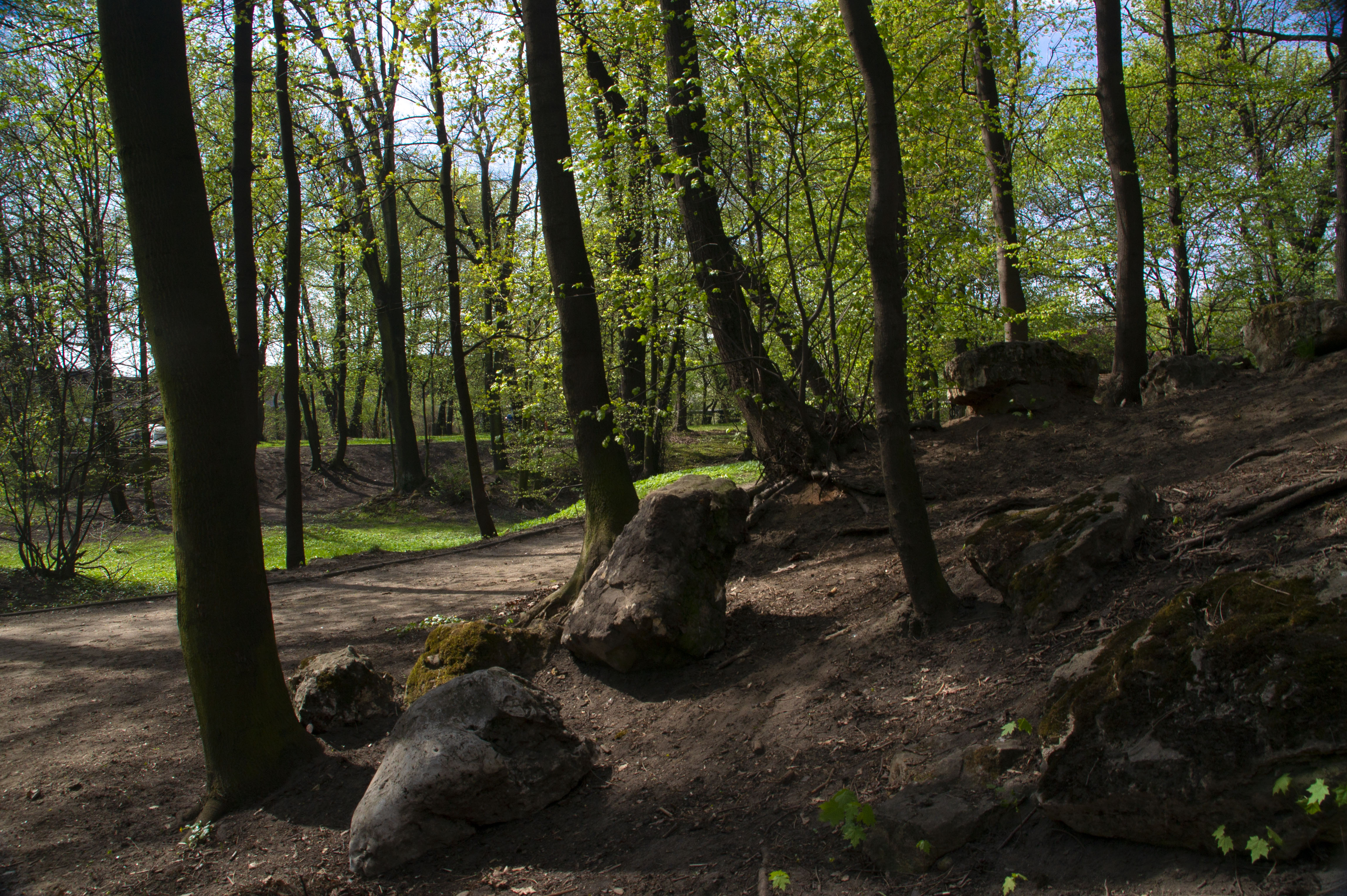
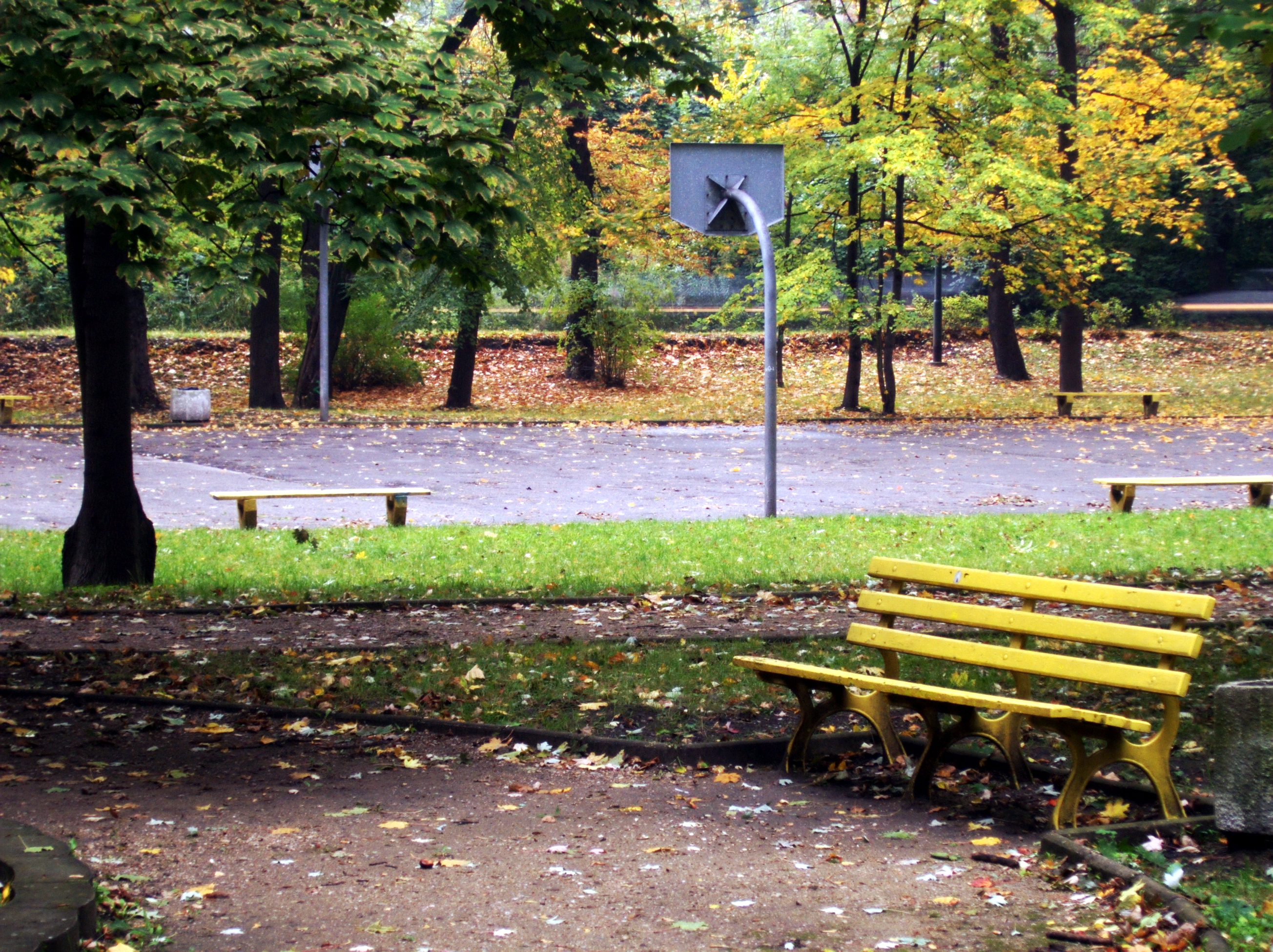
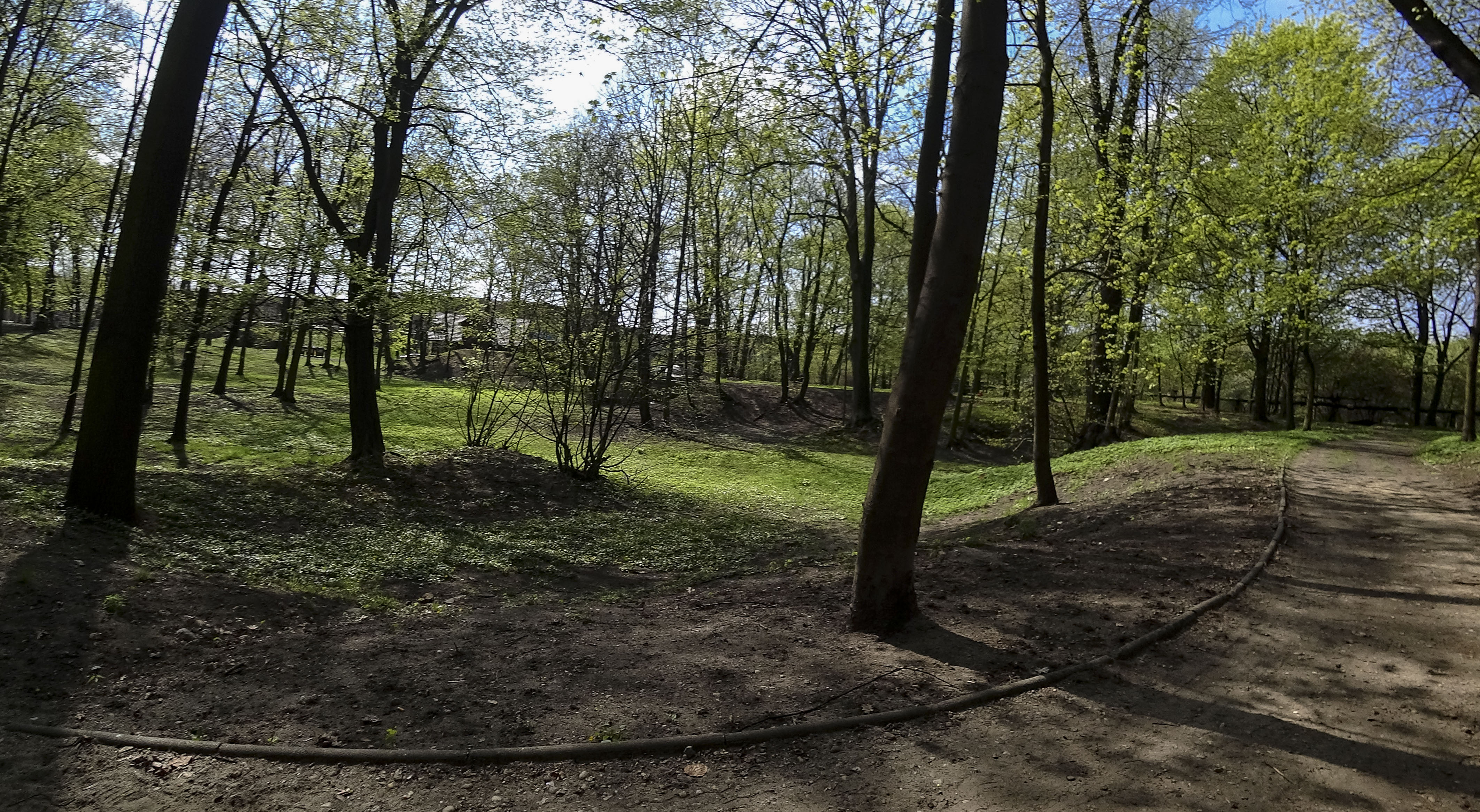
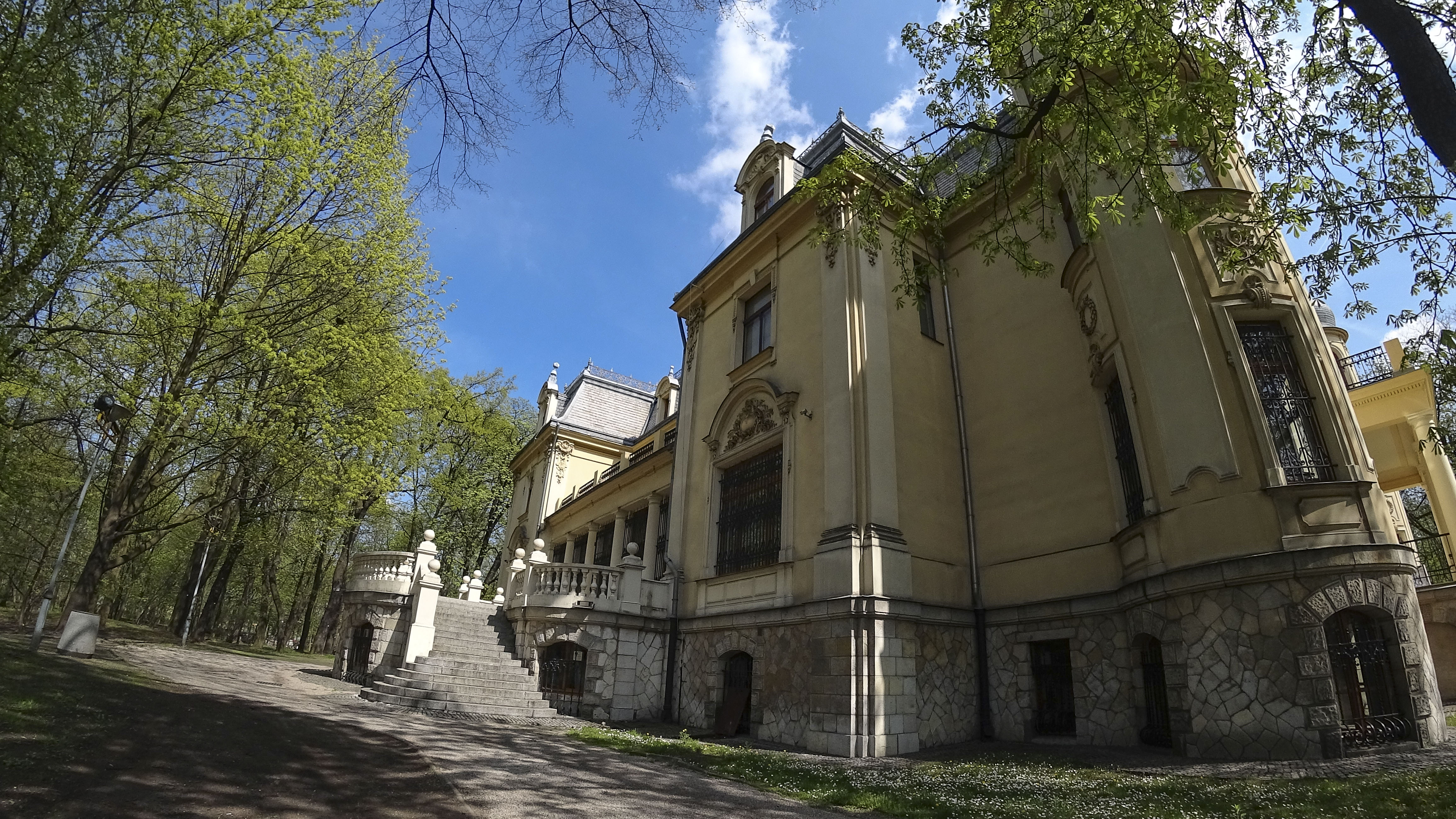
Pałac Schöna